# Retrato de Mulher (série)
Retrato de Mulher é uma série de televisão brasileira produzida e exibida pela TV Globo de 16 de dezembro de 1992 a 25 de dezembro de 1993, em 10 episódios.
Escrita por Walcyr Carrasco, Alcides Nogueira, Maria Adelaide Amaral, Ricardo Linhares, Doc Comparato, Leilah Assumpção e Marta Góes, e contou com a direção geral e núcleo de Del Rangel.
Contou com Regina Duarte como personagem principal e com Ângela Dippi, Joana Fomm, Kito Junqueira, Lucinha Lins, Maria Alice Vergueiro, Maria Della Costa, Marilena Ansaldi, Mário Lago, Roney Facchini e Stênio Garcia como alguns dos atores que apareceram durante os capítulos antológicos da trama.

## Enredo
Em Retrato de Mulher a proposta era mostrar em cada episódio mensal a história de uma mulher diferente, sempre vivida por Regina Duarte. O seriado teve como ponto de partida um Especial de Fim de Ano: 'Era Uma Vez… Leila', exibido em dezembro de 1992.

## Produção
Retrato de Mulher foi inteiramente produzido e gravado em São Paulo, marcando o retorno do núcleo paulista de teledramaturgia da Globo, que anteriormente esteve sob a direção de Walter Avancini.
As gravações aconteceram em diferentes locais da capital paulista, incluindo uma casa no Morumbi, outra na Vila Madalena, um shopping center e várias ruas da cidade.
O episódio final de Retrato de Mulher foi filmado em película de 16mm e exibido como um especial de Natal em 1993. Com um tratamento cinematográfico e uma ambientação voltada para a ficção científica, o programa teve José Tadeu Ribeiro como diretor de fotografia.
A cantora Rosa Maria fez sua estreia como atriz no episódio Era uma vez… Maria José, no qual interpretou Goreti, a melhor amiga da protagonista.
Para dar vida à personagem Maria José, Regina Duarte buscou inspiração conversando com a poeta mineira Adélia Prado.
Foram exibidos nove episódios, um por mês, sempre às terças-feiras no horário da Terça Nobre. Os roteiros foram elaborados por diversos escritores, cada um se revezando ao longo dos episódios.

## Exibição
Foi reexibida na íntegra pelo Viva entre 9 de setembro e 25 de outubro de 2013, substituindo A Casa das Sete Mulheres e sendo substituída por O Primo Basílio.

### Outras Mídias
Foi disponibilizada na íntegra no Globoplay em 03 de fevereiro de 2025, como parte do Projeto Resgate.

## Repercussão
Retrato de Mulher enfrentou duras críticas da imprensa. As comparações com Malu Mulher, outra série protagonizada por Regina Duarte que se tornou um marco no final da década de 70 e início da década de 80, eram inevitáveis. O tom feminista da série original foi substituído pelo "puro conformismo e elogio cristalizado do mundinho pequeno-burguês", segundo análise de Marília Martins do Jornal do Brasil.
Um artigo publicado na Folha de S. Paulo em maio de 1993 afirmava que a série “torturava o público”. O jornalista Luiz Caversan perguntou: “Como Regina Duarte teve coragem de deixar ir ao ar uma coisa tão ruim?” O episódio detonado flertava com o humor e acabou sendo "uma catástrofe", do roteiro à direção, na opinião do crítico.
O programa obteve boa audiência, alcançando 49 pontos na Grande São Paulo, enquanto a então novela do horário nobre, Renascer, teve média de 60. A série foi retirada do ar em dezembro daquele ano, após apenas nove episódios.